# ایمون فارن
ایمون فارن (انگلیسی: Eamon Farren؛ زادهٔ ۱۹ مهٔ ۱۹۸۵) بازیگر اهل استرالیا است.
از فیلم‌ها یا برنامه‌های تلویزیونی که وی در آن نقش داشته‌است می‌توان به توئین پیکس، ویچر و زنجیرشده اشاره کرد.